# 에노키 아즈사
에노키 아즈사(일본어: 榎 あづさ, 1988년 3월 16일 ~ )는 일본의 성우이다. 지바현 출신. 본명은 카타오카 아즈사(일본어: 片岡 あづさ).

## 주요 출연작

### 애니메이션
- 2004년
  - 사랑해 베이비 - 아유미의 친구
- 2005년
  - 부탁해! 마이멜로디 - 유메노 우타
- 2006년
  - 부탁해! 마이멜로디 빙글빙글 셔플 - 유메노 우타
  - 스트로베리 패닉! - 토우기 히토미
  - 인조곤충 카부토보그 VxV - 미나코
- 2007년
  - 부탁해! 마이멜로디 상쾌하게! - 유메노 우타
  - 세인트 옥토버 - 하야마 코토노
  - 스카이 걸즈 - 아이샤 크리슈나
- 2008년
  - 펭귄 무스메 하트 - 난쿄쿠 사쿠라
- 2010년
  - 어떤 마술의 금서목록 Ⅱ - 안젤레네
  - 쥬얼 펫 트윙클 - 사라
  - 침략! 오징어 소녀 - 사이토 나기사
  - 케이온!! - 사쿠라가오카 고등학교 3학년 2반의 학생(키노시타 시즈카).
- 2011년
  - 침략!? 오징어 소녀 - 사이토 나기사
  - 프리티 리듬 오로라 드림 - 타카미네 미온
- 2013년
  - 헌터×헌터 - 히나
  - 프리티 리듬: 레인보우 라이브 - 하야미 히로의 어머니
  - 기어와라! 냐루코 양 - 시로가네 아토코
- 2014년
  - 프리파라 - 뉴
- 2016년
  - 귀참 - 쌍룡전함
- 2017년
  - KING OF PRISM PRIDE the HERO - 하야미 히로의 어머니
- 2018년
  - 사이키 쿠스오의 재난 - 죠우텐 마나코
  - 어떤 마술의 금서목록 Ⅲ - 안젤레네

### 게임
- 데스티니 차일드 - 티시포네
- 유희왕 태그 포스 - 나츠노 히나타, 린 카이호우, 시사이드 무라모토
- 어떤 마술의 금서목록 환상수속 - 안젤레네